# 海津橋
海津橋（かいづばし）は、岐阜県海津市の揖斐川に架かる岐阜県道1号岐阜南濃線のワーレントラス橋である。
現在の橋は2代目である。

## 概要
- 供用：1979年（昭和54年）
- 延長：400.9 m
- 幅員：9 m（車道7m・歩道2m）
- 左岸：岐阜県海津市南濃町安江
- 右岸：岐阜県海津市海津町安田

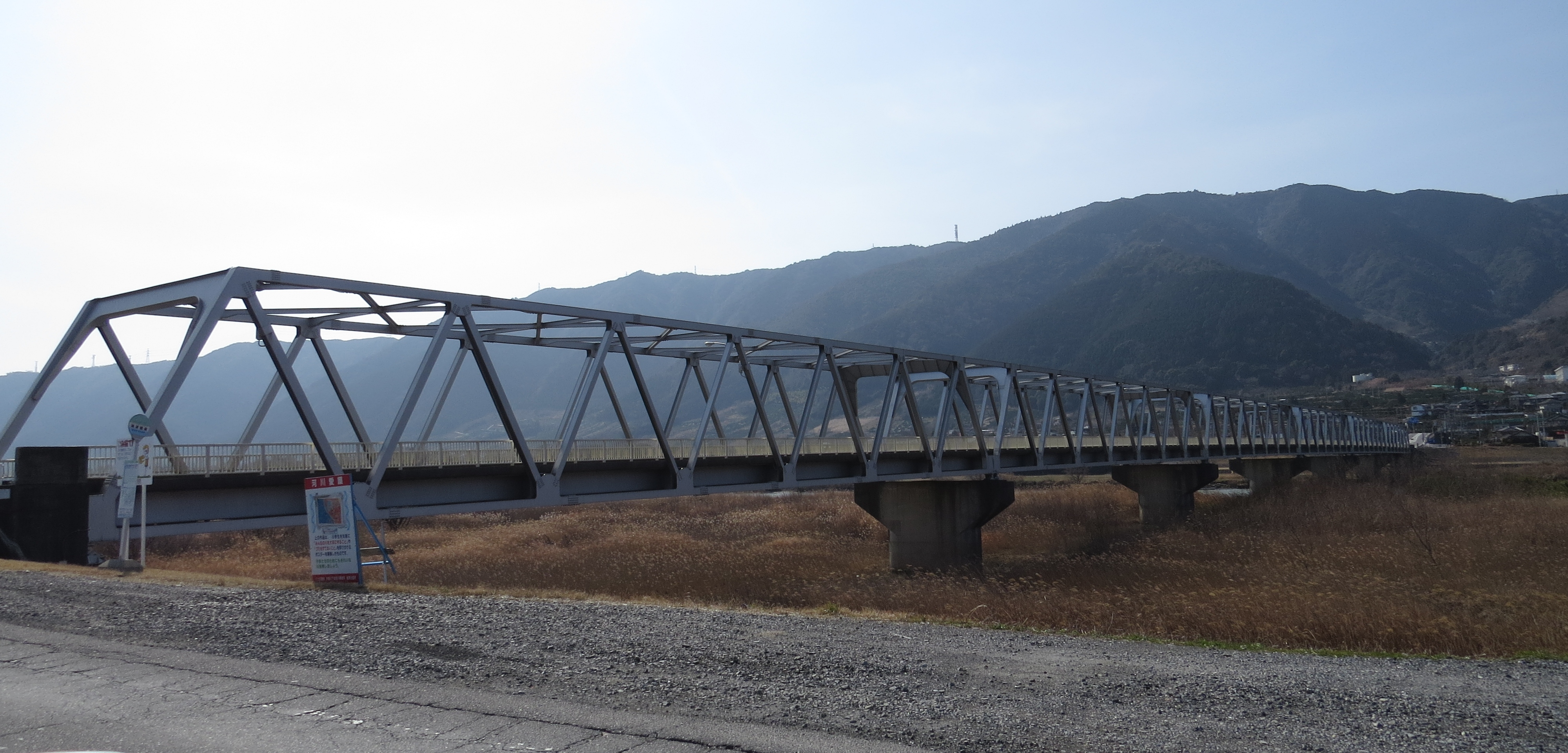
北東側の左岸上流側から望む海津橋（2014年2月）

## 歴史
この地域は川と川に挟まれているため、交通は渡船によらざるをえず、明治以来、地元から架橋の陳情が数多く行われてきた。ただ費用面からなかなか実現されなかった。
1921年（大正10年）、架橋のための測量。ただ関東大震災の1923年（大正12年）の影響で架橋は中止となる。
1930年（昭和5年）9月に着工。総工費は21万円でそのうち地元負担金が4万7,720円。この負担金が地元の悩みであったが七十六銀行の頭取を務めた曽根太三郎が私財3万円を拠出着工となった。
1932年（昭和7年）、海津橋（初代）が開通。延長399.1m、幅4.5mのワーレン型の橋であり、中央付近の120.1mは吊り橋であった。
1979年（昭和54年）12月、現在の海津橋が開通。総工費は20億6,400万円。